# Go-Sai
Go-Sai (jap. 後西天皇 Go-Sai tennō), zwany także Go-Sai’in (jap. 後西院天皇 Go-Sai’in tennō; ur. 1 stycznia 1638, zm. 22 marca 1685) – 111. cesarz Japonii. W 1654, po śmierci starszego brata Go-Kōmyō, został cesarzem.
Ten XVII-wieczny suweren został nazwany po IX w. cesarzu Junna i go- (後) („później”), a tym samym mógł być nazwany „późniejszym cesarzem Junna”. Cesarz Go-Sai nie mógł posadzić na tronie swoich potomków. Z tego powodu był znany jako cesarz Go-Saiin, po alternatywnym imieniu cesarza Junna, który borykał się z podobnymi problemami. Ten cesarz był również nazywany „Cesarzem Pałacu Zachodniego” (西 院 の 帝Saiin no mikado). Japońskie słowo go zostało również przetłumaczone na „drugą”, a tym samym cesarz mógł zostać zidentyfikowany jako „Junna II”. W czasie ery Meiji, przyjęło się po prostu Go-Sai.

## Genealogia
Był ósmym synem cesarza Go-Mizunoo. Był wychowywany jako syn Tōfuku-mon’in. Poprzednia cesarzowa Meishō była jego starszą siostrą, podobnie było z cesarzem Go-Kōmyō, który był jego starszym przyrodnią bratem.
Rodzina Go-Sai mieszkała z nim w Heian-kyō w cesarskim Pałacu Dairi. Jego rodzina liczyła ponad 11 synów i 17 córek, z których nikt nie zasiadł na tronie.
- Dama dworu: księżniczka Akiko (明子 女王) – pierwsza córka cesarza Takamatsu-no-miya Yoshihito (高 松 宮 好 仁 親王)
  - Pierwsza córka: Cesarska księżniczka Tomoko (誠 子 内 親王)
  - Pierwszy syn: książę Hachijō-no-miya Osahito (八 条 宮 長 仁 親王) – czwarty Hachijō-no-miya
- Dwórka Seikanji Tomoko (清閑 寺 共 子)
  - Drugi syn: książę Arisugawa-no-miya Yukihito (有 栖 川 宮 幸 仁 親王) – III Arisugawa-no-miya
  - Druga córka: Ni-no-miya (女 二 宮)
  - Trzecia córka: księżna Sōei (宗 栄 女王)
  - Czwarta córka: księżna Sonsyū (尊 秀 女王)
  - Czwarty syn: książę Yoshinobu (義 延 法 親王) (kapłan buddyjski)
  - Szósta córka: Enkōin-no-miya (円 光 院 宮)
  - Piąty syn: książę Tenshin (天真 法 親王) (kapłan buddyjski)
  - Siódma córka: Kaya-no-miya (賀 陽 宮)
  - Dziesiąta córka: Cesarska Księżniczka Mashiko (益 子 内 親王)
  - Jedna córka: księżniczka Rihō (理 豊 女王)
  - Trzynasta córka: księżna Zuikō (瑞光 女王)

- Małżonek: Córka Iwakura?? (岩 倉 具 起)
  - Trzeci syn: Książę? (永 悟 法 親王) (kapłan buddyjski)
- Małżonek: córka Tominokōji Yorinao (富 小路 頼 直)
  - Piąta córka: Tsune-no-miya (常 宮)
- Zrzeszenie: Umenokōji Sadako (梅 小路 定子)
  - Ósma córka: Kaku-no-miya (香 久 宮)
  - Dziewiąta córka: księżna Syō'an (聖 安 女王)
  - Szósty syn: książę Gōben (公 弁 法 親王) (kapłan buddyjski)
  - Siódmy syn: książę cesarski Dōyū (道 祐 法 親王)
  - Ósmy syn: książę Hachijō-no-miya Naohito (八 条 宮 尚仁 親王) – piąty Hachijō-no-miya
  - Jedenasta córka: księżniczka Rihō (理 豊 女王)
  - Dwunasta córka: Mitsu-no-miya (満 宮)
  - Czwarta córka: księżna Sonkō (尊 杲 女王)
  - Piętnasta córka: księżna Sonsyō (尊勝 女王)
  - Jedenastoletni syn: książę Ryō'ou (良 応 法 親王) (kapłan buddyjski)
- Małżonek: Córka Takatsuji Toyonaga
  - Syn dziewiąty: Nieznany (道 尊 法 親王) (kapłan buddyjski)
- Małżonek: Córka Matsuki? (松木 宗 条)
  - Dziesiąty syn
- Małżonek: Nieznany
  - Szesnasta córka: Nieznana (涼 月 院)